# Marko Strahija
Marko Strahija, né le 28 mai 1975 à Zagreb, est un nageur croate.

## Palmarès

### Championnats du monde en petit bassin
- Championnats du monde en petit bassin 2002 à Moscou
  -  Médaille d'argent du 200 mètres dos

### Championnats d'Europe
- Championnats d'Europe 2002 à Berlin
  -  Médaille de bronze du 200 mètres dos

### Jeux méditerranéens
- Jeux méditerranéens de 2001 à Tunis
  -  Médaille d'or du 200 mètres dos
  -  Médaille d'argent du 4 × 100 mètres quatre nages
- Jeux méditerranéens de 1997 à Bari
  -  Médaille d'argent du 200 mètres dos